# الأرشيدوق فيلهلم فرانتس النمساوي
الأرشيدوق فيلهلم فرانز من النمسا (بالألمانية: Wilhelm von Österreich )‏ (و. 1827 – 1894 م) هو عسكري نمساوي، ولد في فيينا، ويحمل رتبة عسكرية مشير، توفي عن عمر يناهز 67 عاماً، بسبب السقوط عن الحصان.

## مناصب
تولى منصب سيد فرسان تيوتون الأكبر ‏ (1863–1894)
.

## جوائز
حصل على جوائز منها:
- وسام القديس أندراوس

| المناصب السياسية                    | المناصب السياسية                     | المناصب السياسية               |
| ----------------------------------- | ------------------------------------ | ------------------------------ |
| سبقه أرشيدوق أنتون فيكتور من النمسا | سيد فرسان تيوتون الأكبر ‏ 1863 - 1894 | تبعه الأرشيدوق يوجين من النمسا |